# Brecht (België)

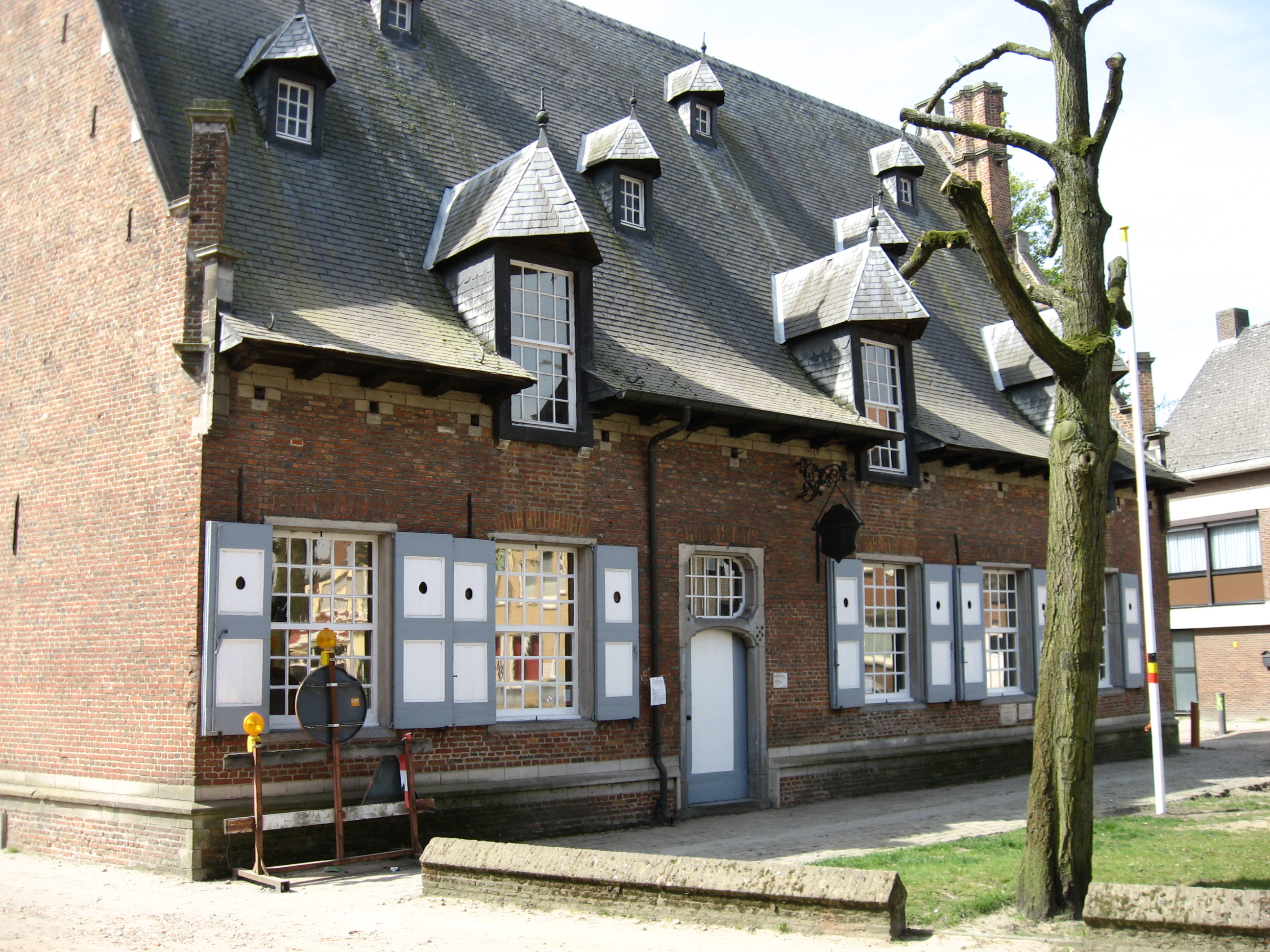
"Kempuseum" (vroeger "Kempisch Museum")

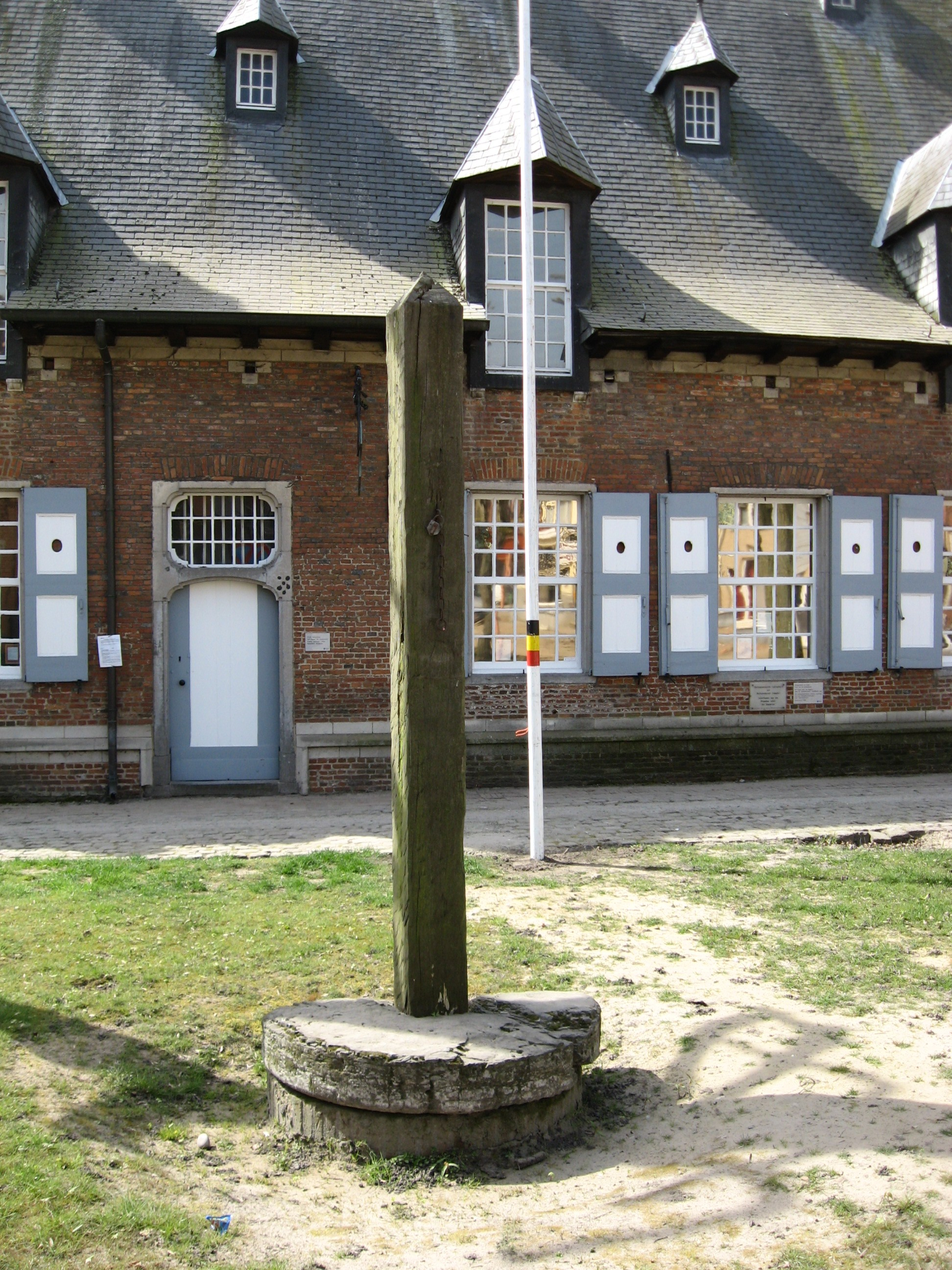
De schandpaal voor het "Kempuseum"

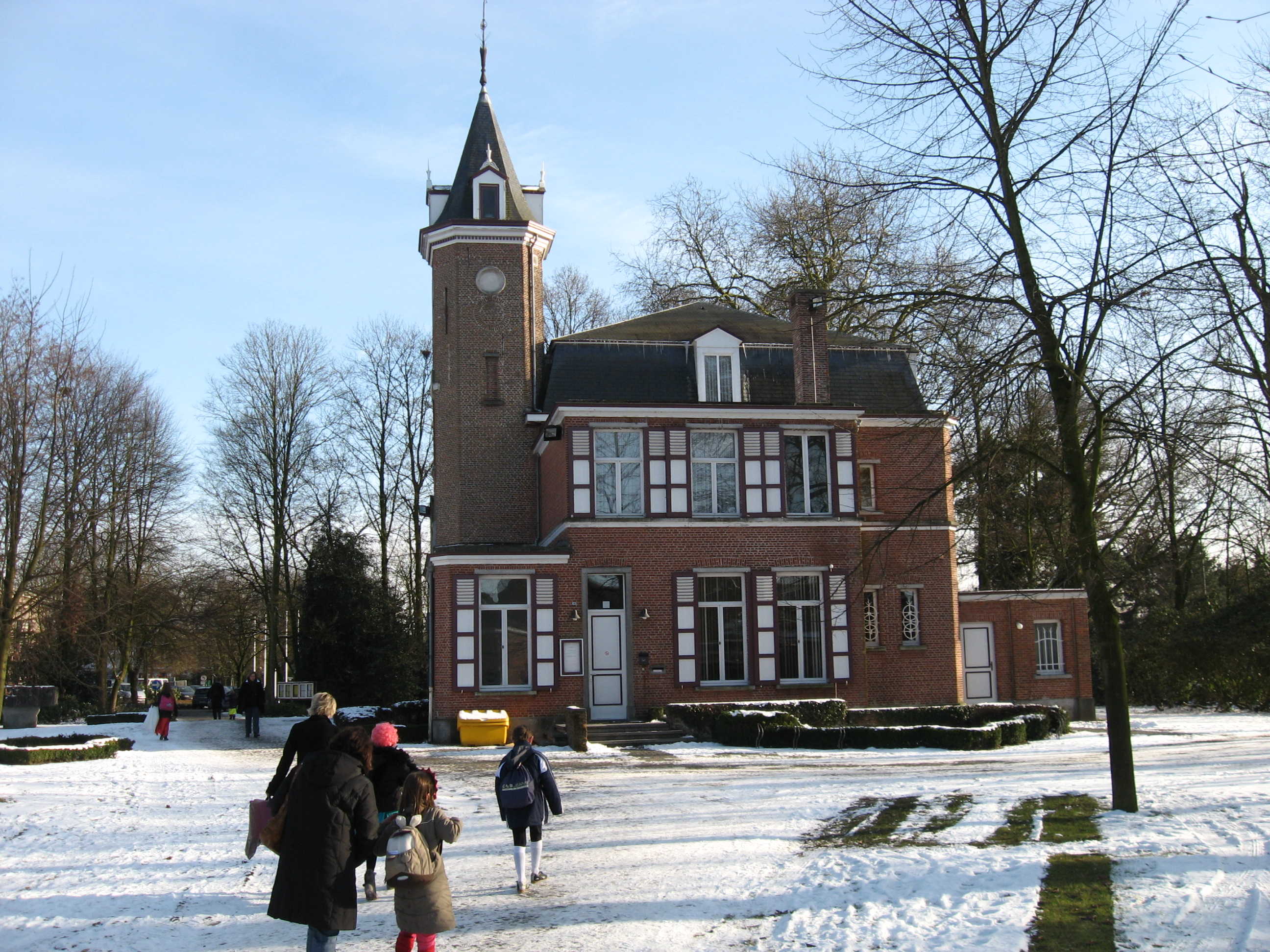
Kasteel Neut en park, heden in gebruik als gemeentehuis

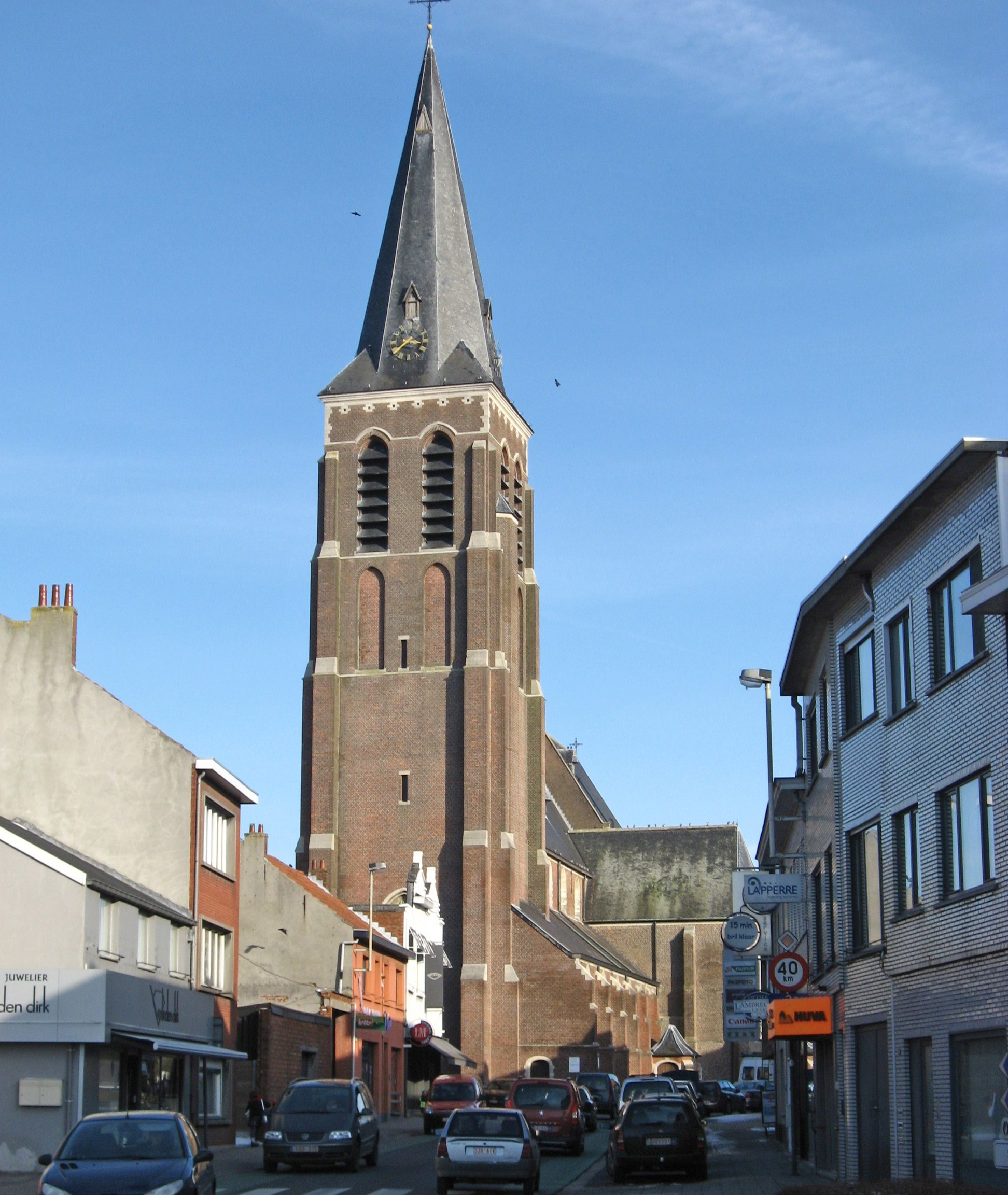
Sint-Michielskerk

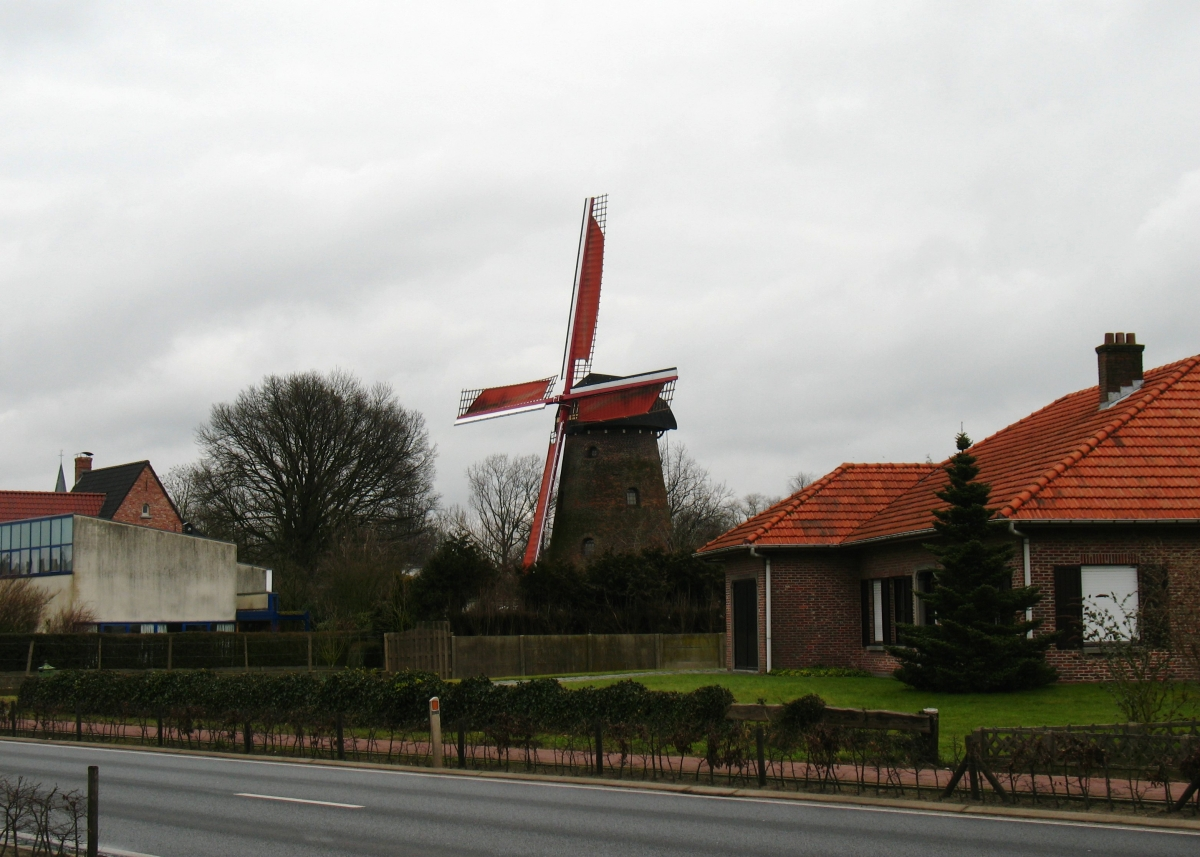
De Stenen Molen

Brecht is een snelgroeiende gemeente in de Belgische provincie Antwerpen en het arrondissement Antwerpen. De Kempense gemeente heeft een bevolking van circa 30.000. De gemeente is onderverdeeld in 3 deelgemeenten: Brecht, Sint-Lenaarts en Sint-Job-in-'t-Goor. Tot 1977 behoorde Sint-Antonius ook tot de gemeente Brecht.
De deelgemeenten bestaan uit tal van districten of woonwijken. Brecht-Centrum bestaat uit de districten Statie, Laar, Hoek, Centrum en Lessius. Brecht-Centrum ligt aan het Kanaal Dessel-Turnhout-Schoten en is de hoofdplaats van het kieskanton Brecht en is gelegen in het gerechtelijk kanton Brasschaat. Sint-Lenaarts bestaat uit Sint-Lenaarts-Centrum, Klein-Veerle, Groot-Veerle, Leeuwerik en Koningsstoel. Sint-Job-in-'t-Goor bestaat uit de districten: Rommersheide, Kambeenbos, Kloosterveld, Lage Meerrijt, Hoge Meerrijt, De Gauw, Zwaan, Pothoek, De Merel en Zand. Verder zijn er nog de districten Oostbrecht, Sterenhoven en Overbroek-Centrum.

## Toponymie
De eerste vermelding van de naam Brecht werd teruggevonden in een akte afkomstig van de abdij van Postel uit het jaar 1173. In deze akte komt de naam ‘Berta de Brecte’ voor. Ze handelt over het feit dat zij in het klooster van Eeuwen wilde binnentreden en daarom haar goederen in Bladel schonk aan de prelaat van Tongerlo. Vanaf deze datum komt in verschillende documenten zowel de vermelding ‘Brechte’ als ‘Brecht’ voor.
Over de betekenis van de naam is er nog geen eenduidigheid. Misschien zou Brecht afkomstig zijn van ‘brec’, ‘braec’ of ‘brakti’, dat braakland of omgehakt bos betekent. Maar ‘brakti’ kan ook ‘breken’ betekenen, wat kan duiden op een breking van het reliëf, met andere woorden bijvoorbeeld een heuvel of hoogte. Naast deze twee mogelijkheden kan ‘Brecht’ ook van een persoonsnaam afkomstig zijn en ‘machtig man’ betekenen of naar ‘prachtig’ (zie ook de betekenis van ‘bright’ in het Engels) verwijzen.

## Geschiedenis

### Prehistorie
Archeologische vondsten tonen aan dat het grondgebied van Brecht al bewoond was vanaf het paleolithicum (oude steentijd). Daaropvolgend werden er ook sporen aangetroffen uit het mesolithicum (middensteentijd) en het neolithicum (nieuwe steentijd). Deze bewoning kende een continuïteit in de metaaltijden. Archeologische sites uit de bronstijd en de ijzertijd hebben onder andere verschillende urnen, brandgraven en paalsporen (van gebouwen) aan het licht gebracht.

### Romeinse periode
Bij de opgravingen voor de aanleg van de hogesnelheidslijn naar Nederland zijn relicten uit de Romeinse periode gevonden. Een Romeinse munt, glazen scherven, een zilveren ring en bodemsporen tonen aan dat er ook in deze periode mensen leefden op Brechts grondgebied.

### Middeleeuwen
Ook de aanwezigheid van menselijke bewoning in de middeleeuwen wordt door archeologische opgravingen bevestigd. Een Merovingisch muntstuk, verschillende soorten aardewerk, urnen en bodemsporen van onder andere crematiegraven, waterputten en gebouwen staven deze uitspraak. Ook de betekenissen van enkele namen kunnen wijzen op Frankische (zoals Marum en Hunsel) en Karolingische (zoals Houthoven en Varenbrake) aanwezigheid.
Uit documenten van de volle en de late middeleeuwen blijkt duidelijk dat Brecht in twee delen was opgesplitst. De splitsing zou dateren van voor de 13de eeuw. Het ene deel kwam in handen van de heren van Bergen-op-Zoom en het andere gedeelte kwam onder Hoogstraten. Brecht had dus twee heren met elk hun eigen schout. De zeven schepenen namen de beslissingen, de schout zorgde voor de uitvoering. Elke heer koos drie schepenen, een zevende werd gemeenschappelijk gekozen.
De bebouwing rond de Plaetse begon in de eerste helft van de 15de eeuw. Het verkrijgen van het voorrecht om een weekmarkt te houden in 1446 zal hierin zeker een rol hebben gespeeld.

### Nieuwe en Nieuwste Tijd
De 16de eeuw was een bloeiende eeuw voor Brecht. Zo was er onder andere de stichting van de Latijnse school door Johannes Custos in 1515. De bekendste Brechtse humanisten waren Gabriel Mudaeus, Jan van der Noot en Leonardus Lessius. Op het einde van de 16de eeuw trokken Spaanse troepen al plunderend door Brecht en omliggende gemeenten. De bloeiende periode kende een einde. Na een toch wel problematische en dramatische 17de eeuw begon Brecht zich in 18de en 19de eeuw traag maar zeker te herstellen.

### 20ste eeuw
In de 20ste eeuw ontsnapte Brecht niet aan de vernielingen die gepaard gingen met de twee wereldoorlogen. In de Eerste Wereldoorlog was de materiële schade eerder beperkt. Toch werden onder andere de kerktoren van de Sint-Willebrorduskerk in Overbroek en de kerktoren van de Heilige Man Jobkerk vernietigd.
In de Tweede Wereldoorlog lag de situatie helemaal anders. De aangerichte schade was enorm. Zo werden onder meer de Sint-Michielskerk en de Heilige Man Jobkerk zwaar getroffen. Het gebruik van V1- en V2-bommen richtte op sommige plaatsen een ware ravage aan. In Sint-Job-in-'t-Goor werden zware gevechten geleverd langs het kanaal. Daarenboven lagen Brecht en Sint-Lenaarts wekenlang in de frontlijn. De bevrijdingsgevechten in september en oktober 1944 zorgden voor een hevige strijd op Brechts grondgebied.

## Geografie

### Fusie
Sinds de fusie in 1977 behoren Sint-Job-in-'t-Goor en Sint-Lenaarts ook tot de gemeente Brecht. In het verleden behoorde Sint-Lenaarts al een tijd tot het grondgebied Brecht, voordat het een zelfstandige gemeente werd. Door de fusie behoort Sint-Antonius niet meer bij de voormalige gemeente Brecht, maar is het een deel van Zoersel geworden. Het grondgebied van de drie deelgemeenten grenst aan elkaar: ten oosten van Brecht ligt Sint-Lenaarts en ten zuidwesten van Brecht ligt Sint-Job-in-'t-Goor.
| Nr. | Naam                | Oppervlakte (km²) | Inwoners (2019) |
| --- | ------------------- | ----------------- | --------------- |
| 1   | Brecht              | 56,90             | 14 007          |
| 2   | Sint-Lenaarts       | 26,81             | 6 686           |
| 3   | Sint-Job-in-'t-Goor | 7,13              | 8 515           |
|     | Totaal              | 90,84             | 29.268          |

- Opmerking: Een aantal wijken in deelgemeente Brecht sluiten direct aan op de dorpskern van Sint-Job en zijn kilometers verwijderd van het centrum van Brecht. Deze zijn opgeteld bij het aantal inwoners van Sint-Job-in-'t-Goor.[2]

### De Kempen
De gemeente Brecht ligt in de geografische streek de Kempen, meer bepaald de Voorkempen.
In de bijna egale bodemoppervlakte zijn toch enkele kleine verhevenheden terug te vinden, waardoor verscheidene rivieren ontstaan, zoals onder andere de Aa. Brecht bevindt zich op de waterkering tussen het Maas- en Scheldebekken. De waterlopen die door de gemeente Brecht lopen kunnen dan ook in twee categorieën opgesplitst worden:
1. de waterlopen die behoren tot het bekken van de Mark en meer bepaald het bekken van de Kleine Aa of Weerijsbeek, die op zijn beurt tot het Maasbekken behoort, en
2. de waterlopen die tot het bekken van de Schijn behoren, die dan weer tot het Scheldebekken gerekend kunnen worden.

De scheiding tussen beide wordt gevormd door een reliëfrug die van oost naar west over de gehele Noorderkempen loopt. Op Brechts grondgebied loopt deze van het noordwesten naar het oosten over de Hoge Heide, Halfvenheide, Brechtse Heide, Lage Heide en Groot-Veerle.
Natuurgebieden zijn:
- De Brechtse Heide is een beschermd landschap van 1726 hectare groot dat zich uitstrekt over vier gemeenten (Brecht, Malle, Schilde en Zoersel). Naast een belangrijk landbouwgebied, zijn er ook meer dan 300 vennen te vinden, waarvan het Marmerven het bekendst. Fauna en flora vind je in dit natuurgebied in overvloed.
- Het natuurreservaat Kooldries-Hoofsweer is ongeveer 50 hectaren en maakt deel uit van de Brechtse Heide. Typisch voor dit gebied is dat het een oud kleiputtengebied is wat zorgt voor een unieke fauna en flora.

### Kanaal
Het kanaal Dessel-Turnhout-Schoten vormt een onderdeel van de Kempense kanalen, die ontstaan zijn uit de Maas-Schelde-verbinding die Napoleon wilde realiseren op het einde van de 18de – begin 19de eeuw tussen Venlo (Maas) enerzijds en Antwerpen (Schelde) anderzijds. Van belang voor de gemeente was de aanleg van de vaart ‘Antwerpen-Turnhout’ die voltooid werd tussen 1863 en 1877. Deze snijdt de gemeente Brecht middendoor van noordoost naar zuidwest.
Brecht ligt in het zandige gedeelte van Vlaanderen. De witte kleur van het zand krijgt op verschillende plaatsen een geelachtige tint van de klei die in de bodem zit. Deze klei wordt voornamelijk ontgonnen langs het Kempens kanaal, zoals dit het geval is voor de klei- en leemachtige grond van Sint-Lenaarts. Het Kempens kanaal heeft er dus mee voor gezorgd dat er een bloeiende industrie ontstond die zich bezighield met het vervaardigen van bakstenen, pannen, aardewerk, enz. Heel wat steenbakkerijen werden opgericht.
Anno 2015 heeft het kanaal nog voornamelijk een recreatieve functie. Op de rechteroever ligt een verhard jaagpad. Hierop kan men verkeersvrij fietsen en wandelen.

### Aangrenzende gemeenten
| Aangrenzende gemeenten | Aangrenzende gemeenten | Aangrenzende gemeenten | Aangrenzende gemeenten | Aangrenzende gemeenten |
| ---------------------- | ---------------------- | ---------------------- | ---------------------- | ---------------------- |
|                        |                        | Wuustwezel             |                        | Hoogstraten            |
|                        |                        |                        |                        |                        |
| Brasschaat             | Rijkevorsel            |                        |                        |                        |
|                        |                        |                        |                        |                        |
| Schoten                |                        | Schilde, Zoersel       |                        | Malle                  |

## Bezienswaardigheden

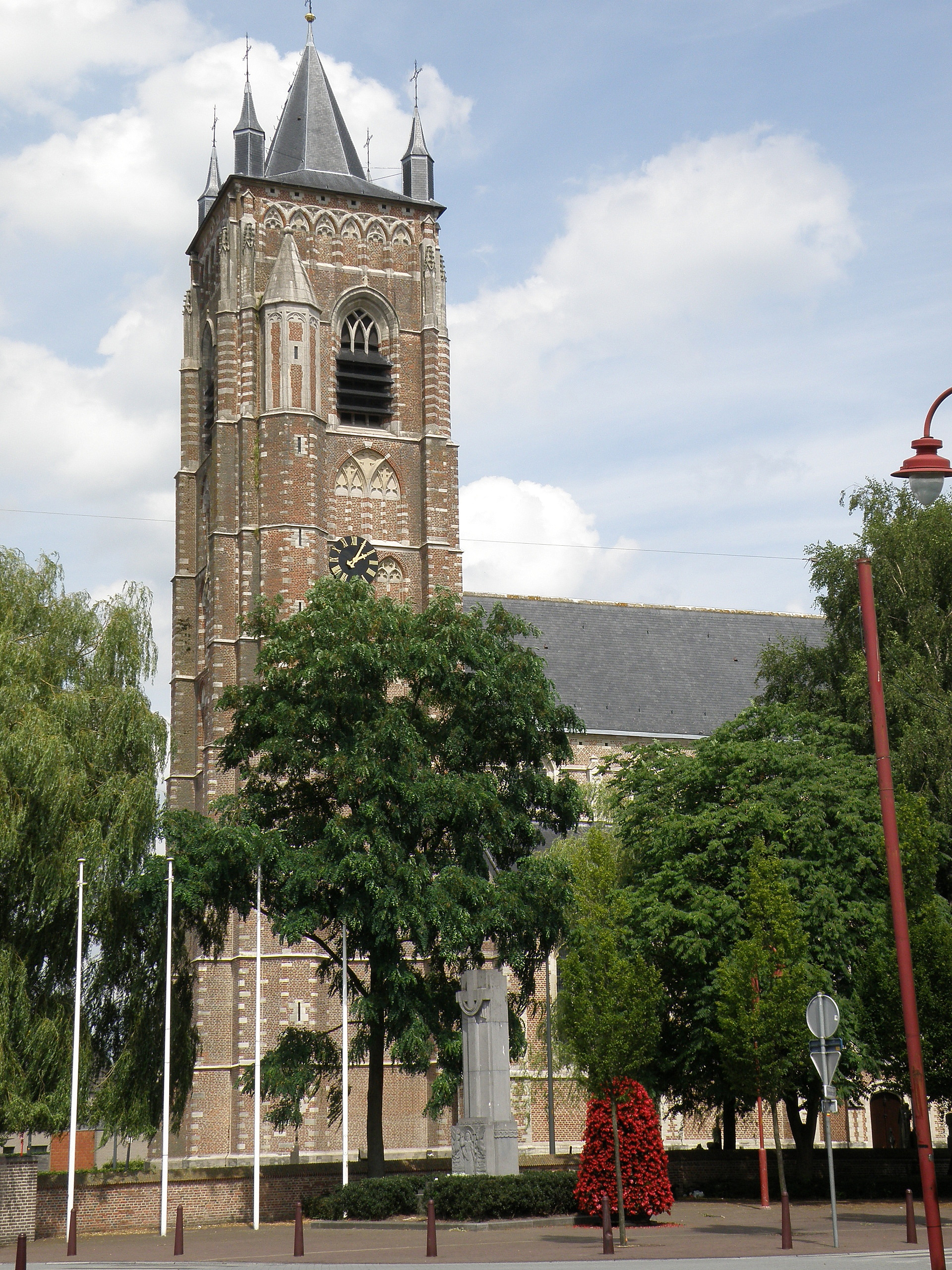
Sint-Leonarduskerk in Sint-Lenaarts (Brecht)

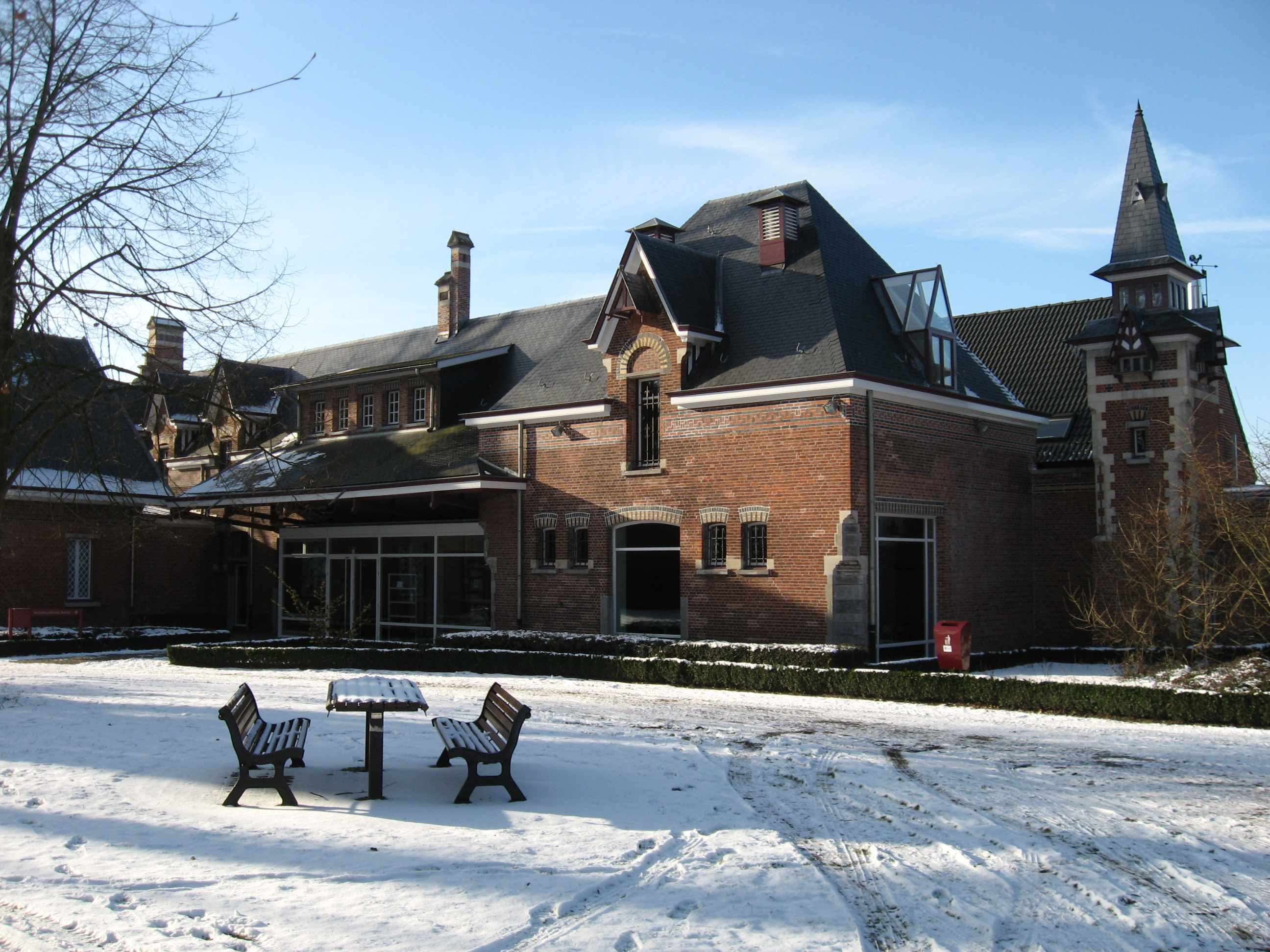
Remise en hovenierswoning

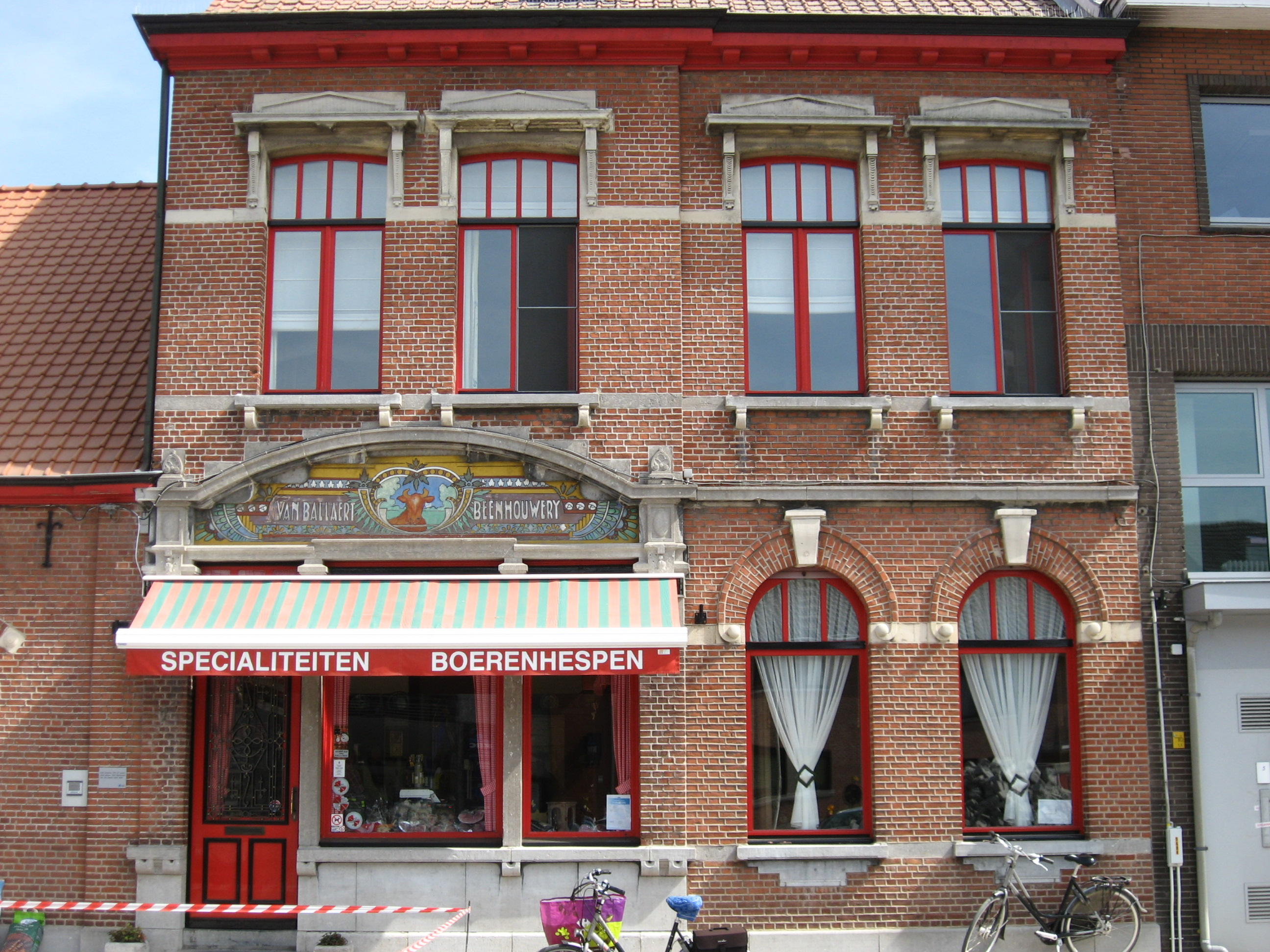
Handelspand, beenhouwerij Van Ballaert

- De Sint-Michielskerk werd in de loop van de 15de eeuw gebouwd, maar werd door een brand en Spaanse soldaten verwoest op het einde van de 16de eeuw. Op 25 maart 1938 werd dit gebouw opgenomen in de lijst van de beschermde monumenten.
- De Sint-Willibrorduskerk in het plaatsje Overbroek
- De Onze-Lieve-Vrouw-van-Zeven-Weeënkapel werd in 1460 gewijd. Deze kapel op Broekhoven-Heiken werd in 1584 vernield door de Spaanse troepen. Het huidige gotische gebouw dateert van 1642. Sinds 1986 werd het een geklasseerd Brechts monument.
- De Sint-Theobalduskapel of ‘Lochts kapelleke’ bestond al in 1436. In 1610 werd het voor de eerste maal gerestaureerd. Ook in de 20ste eeuw volgende nog enkele restauratiebeurten. Sinds 1986 is dit een beschermd monument.
- De Abdij Onze Lieve Vrouw van Nazareth ligt op de Brechtse Heide. De oorspronkelijke abdij Onze Lieve Vrouw van Nazareth was in Lier gelegen. De ontginningswerken in Brecht startten in 1946. Op 22 oktober 1954 werd de kerk gewijd.
- De Stenen Molen, ook bekend als Bounke-Bounke en De Steenen Molen, is een voormalige windkorenmolen. Hij is in 1842 door molenaar Joannes Spruyt-Anthonissen opgericht, en is een beschermd monument sinds 24 mei 1977[1]. De Stenen Molen is de enige overgebleven kettingkruier in Antwerpen, en een van de laatste drie in Vlaanderen. Het monument werd in 2010 grotendeels vernietigd door brandstichting. In 2012 werd het monument opgekocht om het volledig te herstellen en er een horecazaak in onder te brengen.
- De hoeve "Broeigans" dateert uit de 17de en 19de eeuw. De hoeve met brouwerij lag aan een oude baan en deed dienst als herberg-logement.[3]
- Het voormalig gemeentehuis waarin nu de dienst vrije tijd gevestigd. Het gebouw werd op vraag van de gemeente gebouwd in 1860. Het gebouw werd op 23 oktober 1997 geklasseerd als beschermd monument. In de voormalige raadzaal is een prachtige muur- en plafondschildering te zien met de naam ‘De Spiegel van de Brechtse Geschiedenis’.
- Het kasteel Neut werd gebouwd in 1848 en deed dienst als notariswoning van de voormalige burgemeester Jozef Frans Keysers. In 1974 kocht de gemeente het gebouw, en ze bracht er haar personeel in onder vanaf 1980.
- Het Kempisch Museum werd gesticht in 1905. De collectie richt zich voornamelijk op het leven van onze voorouders, de Brechtse humanisten en de archeologie.
- Voor het Kempisch Museum staan de resten van de schepenbank en de schandpaal die beiden beschermd werden in 1936.

### Overige deelgemeenten
- Het Groot Schietveld werd in 1893 aangekocht door het Belgische leger en is bijna 1700 hectare groot.
- De antitankgracht werd gebouwd als militaire verdediging tegen de Duitse inval. Vandaag is het een geklasseerd natuurgebied, waarlangs je kan fietsen en wandelen. Deze ligt rond Antwerpen voornamelijk in Sint-Job-in-'t-Goor
- De pastorij in Sint-Job-in-'t-Goor werd in 1779 gebouwd in opdracht van Theodoor Cambier. De oorspronkelijke ingangspoort staat nog steeds rechts van het gebouw. Dit is niet meer het oorspronkelijke gebouw, maar dateert uit 1949-1950, nadat het oudere gebouw in de Tweede Wereldoorlog werd vernield.
- Het voormalig gemeentehuis in Sint-Job-in-'t-Goor werd ontworpen door provinciaal bouwmeester Eugeen Gife in opdracht van burgemeester Lambrechts. Het gebouw deed tot in 1971 dienst als gemeentehuis.
- Op de plaats waar de Sint-Jobkerk staat, stond al sinds 1417 een kapel. De bouw van de kerk startte in 1511. Aan de buitenkant van de kerk prijkt een prachtig geconserveerd calvariekruis dat dateert van 1775. De kerk liep tijdens beide wereldoorlogen schade op.
- De gotische Sint-Leonarduskerk te Sint-Lenaarts staat nu op de plaats waar in de 13de eeuw reeds een kapel stond. Rond 1530 werd de bouw van de huidige kerk aangevat. Het prachtige gebouw toegewijd aan de H. Leonardus van Noblat was een drukbezochte bedevaartplaats. De Kathedraal van de Heide werd in 1936 toegevoegd aan de lijst van de beschermde monumenten. Al sinds het einde van de 15de eeuw gaat er op pinkstermaandag een processie uit.
- Het Kasteel De Eester te Sint-Lenaarts werd rond 1890 gebouwd in opdracht van Jeanne Keysers en haar man Louis de Nève de Merendré. Dit gebouw in neo-Vlaamse renaissancestijl ligt in een parkdomein van 19 hectare.

## Demografie

### Demografische ontwikkeling voor de fusie
- Bronnen: NIS, Opmerking:1806 tot en met 1970 = volkstellingen; 1976 = inwoneraantal op 31 december.

### Demografische ontwikkeling van de fusiegemeente
Alle historische gegevens hebben betrekking op de huidige gemeente, inclusief deelgemeenten, zoals ontstaan na de fusie van 1 januari 1977.
- Bron: NIS. Opmerking: 1806 tot en met 1981 = volkstellingen; 1990 en later = inwonertal op 1 januari.

| Inwoners van jaar tot jaar op 1 januari 1992 tot heden | Inwoners van jaar tot jaar op 1 januari 1992 tot heden | Inwoners van jaar tot jaar op 1 januari 1992 tot heden |
| jaar                                                   | Aantal                                                 | Evolutie: 1992=index 100                               |
| ------------------------------------------------------ | ------------------------------------------------------ | ------------------------------------------------------ |
| 1992                                                   | 21.563                                                 | 100,0                                                  |
| 1993                                                   | 22.104                                                 | 102,5                                                  |
| 1994                                                   | 22.728                                                 | 105,4                                                  |
| 1995                                                   | 23.222                                                 | 107,7                                                  |
| 1996                                                   | 23.597                                                 | 109,4                                                  |
| 1997                                                   | 24.085                                                 | 111,7                                                  |
| 1998                                                   | 24.452                                                 | 113,4                                                  |
| 1999                                                   | 24.750                                                 | 114,8                                                  |
| 2000                                                   | 25.091                                                 | 116,4                                                  |
| 2001                                                   | 25.329                                                 | 117,5                                                  |
| 2002                                                   | 25.451                                                 | 118,0                                                  |
| 2003                                                   | 25.607                                                 | 118,8                                                  |
| 2004                                                   | 25.908                                                 | 120,2                                                  |
| 2005                                                   | 26.029                                                 | 120,7                                                  |
| 2006                                                   | 26.464                                                 | 122,7                                                  |
| 2007                                                   | 26.730                                                 | 124,0                                                  |
| 2008                                                   | 27.170                                                 | 126,0                                                  |
| 2009                                                   | 27.406                                                 | 127,1                                                  |
| 2010                                                   | 27.597                                                 | 128,0                                                  |
| 2011                                                   | 27.801                                                 | 128,9                                                  |
| 2012                                                   | 27.906                                                 | 129,4                                                  |
| 2013                                                   | 28.016                                                 | 129,9                                                  |
| 2014                                                   | 28.174                                                 | 130,7                                                  |
| 2015                                                   | 28.248                                                 | 131,0                                                  |
| 2016                                                   | 28.534                                                 | 132,3                                                  |
| 2017                                                   | 28.786                                                 | 133,5                                                  |
| 2018                                                   | 29.010                                                 | 134,5                                                  |
| 2019                                                   | 29.268                                                 | 135,7                                                  |
| 2020                                                   | 29.454                                                 | 136,6                                                  |
| 2021                                                   | 29.809                                                 | 138,2                                                  |
| 2022                                                   | 30.143                                                 | 139,8                                                  |
| 2023                                                   | 30.387                                                 | 140,9                                                  |
| 2024                                                   | 30.610                                                 | 142,0                                                  |
| 2025                                                   | 30.664                                                 | 142,2                                                  |

## Politiek

### Structuur
De gemeente Brecht maakt deel uit van het kieskanton Brecht, gelegen in het provinciedistrict Kapellen, het kiesarrondissement Antwerpen en ten slotte de kieskring Antwerpen.
| Brecht           | Brecht           | Supranationaal         | Nationaal                         | Nationaal           | Gemeenschap         | Gewest              | Provincie           | Arrondissement  | Provinciedistrict | Kanton          | Gemeente        |
| ---------------- | ---------------- | ---------------------- | --------------------------------- | ------------------- | ------------------- | ------------------- | ------------------- | --------------- | ----------------- | --------------- | --------------- |
| Administratief   | Niveau           | Europese Unie          | België                            | België              | Vlaanderen          | Vlaanderen          | Antwerpen           | Antwerpen       | Antwerpen         | Antwerpen       | Brecht          |
| Administratief   | Bestuur          | Europese Commissie     | Belgische regering                | Belgische regering  | Vlaamse regering    | Vlaamse regering    | Deputatie           | Deputatie       | Deputatie         | Deputatie       | Gemeentebestuur |
| Administratief   | Raad             | Europees Parlement     | Kamer van volksvertegenwoordigers | Vlaams Parlement    | Vlaams Parlement    | Vlaams Parlement    | Provincieraad       | Provincieraad   | Provincieraad     | Provincieraad   | Gemeenteraad    |
| Kiesomschrijving | Kiesomschrijving | Nederlands Kiescollege | Kieskring Antwerpen               | Kieskring Antwerpen | Kieskring Antwerpen | Kieskring Antwerpen | Kieskring Antwerpen | Antwerpen       | Kapellen          | Brecht          | Brecht          |
| Verkiezing       | Verkiezing       | Europese               | Federale                          | Federale            | Vlaamse             | Vlaamse             | Provincieraads-     | Provincieraads- | Provincieraads-   | Provincieraads- | Gemeenteraads-  |

### Geschiedenis

#### (Voormalige) burgemeesters
| Periode | Periode     | Burgemeester                                  |
| ------- | ----------- | --------------------------------------------- |
|         | 1800 – 1807 | Willem Van Ostaeyen                           |
|         | 1808 – 1810 | Jean Joseph Harrewyn                          |
|         | 1810 – 1814 | Joseph François Keysers                       |
|         | 1814 – 1818 | Willem Van Ostaeyen                           |
|         | 1818 – 1825 | Joannes Carolus Masen                         |
|         | 1825 – 1844 | Jean Martin De Decker                         |
|         | 1844 – 1845 | Jean François Keysers (katholiek, waarnemend) |
|         | 1845 – 1869 | Jacques Van Puyfelick                         |
|         | 1870 – 1887 | Jean François Keysers (Kath. Partij)          |
|         | 1888 – 1890 | Thomas Van der Veken (Kath. Partij)           |
|         | 1891 – 1895 | Adrianus Broomans                             |
|         | 1895 – 1896 | Jozef Michielsen (waarnemend)                 |
|         | 1896 – 1920 | Ghislain Van Olmen (Kath. Partij)             |
|         | 1920 – 1921 | Frans Wouters (waarnemend)                    |
|         | 1921 – 1931 | Alfons Lambrechts                             |

| Periode | Periode      | Burgemeester                             |
| ------- | ------------ | ---------------------------------------- |
|         | 1931 – 1932  | Jozef Verbeeck (Kath. Verb., waarnemend) |
|         | 1933 – 1936  | Lodewijk Fransen                         |
|         | 1936 – 1937  | Jozef Verbeeck (Kath. Verb., waarnemend) |
|         | 1937 – 1938  | Henri Vervisch (Kath. Verb.)             |
|         | 1939 – 1944  | Henri Van Ostaeyen (Kath. Verb.)         |
|         | 1945         | Jozef Verbeeck (Kath. Verb., waarnemend) |
|         | 1945 – 1958  | Karel Van Ostaeyen (CVP)                 |
|         | 1958 – 1970  | Frans Laurijssen                         |
|         | 1971 – 1976  | Gaston Van Pelt (CVP)                    |
|         | 1977 – 1983  | Adriaan Bevers (CVP)                     |
|         | 1983 – 1994  | Jules De Cremer (CVP)                    |
|         | 1995 – 2006  | Jos Janssens (CDB)                       |
|         | 2007 – 2018  | Luc Aerts (CD&V)                         |
|         | 2019 – 2024  | Sven Deckers (N-VA)                      |
|         | 2025 - heden | Frans Van Looveren (CD&V)                |

#### Legislatuur 1989–1994
CDVBL (Christen Demokraten Volksbelangen), een kartel tussen de partij Volksbelang (VBL) en de CVP-scheurlijst CDB (Christen-democraten Brecht) werd de grootste partij. De overige winnaars van de verkiezingen waren de SP (+2,49%) en PVV (+1,75%) die elks een extra raadslid verkozen zagen, en Agalev (+3,74%) die hun eerste raadslid in de gemeenteraad verkregen. Uitgesproken verliezers waren CVP (−11,14%, een verlies van 4 raadsleden) en de Volksunie (−2,73%) die hun zetel in de gemeenteraad verloren.

#### Legislatuur 2001–2006
De lijst Volksbelangen (VBL) werd omgevormd tot het Vlaams Blok. Lijsttrekker was OCMW-voorzitter tijdens de vorige legislatuur Frans Goris. Samen met de CDB en VLD waren ze de uitgesproken winnaars van de lokale verkiezingen. Zo zag het Vlaams Blok zijn kiezersaantal met 8,3% (+ 2 raadsleden) toenemen ten opzichte van het resultaat van de VBL tijdens de vorige verkiezingen. De CDB van haar kant overtuigde 11,57% (3 extra zetels) meer kiezers en werd de grootste partij. De VLD kon van haar kant 4,16% meer kiezers overtuigen, wat zich vertaalde in een extra zitje in de gemeenteraad. Ook de Volksunie (als VU-ID) zag zijn stemmen stijgen (+1,21%), maar onvoldoende voor een zetel in de gemeenteraad. Verliezers waren de Agalev (−2,16%, verlies van één raadslid), CVP (−2,77%) de SP (−3,59%), die allebei 2 zetels verloren.

#### Legislatuur 2013–2018
Burgemeester is Luc Aerts (CD&V-CDB). Hij leidt een coalitie bestaande uit CD&V-CDB, Open Vld, sp.a en Groen. Samen vormen ze de meerderheid met 15 op 29 zetels.

#### Legislatuur 2019-2024
Burgemeester was Sven Deckers (N-VA). Hij leidde een coalitie bestaande uit N-VA en CD&V-CDB die samen een meerderheid vormden met 21 op 29 zetels.

#### Legislatuur 2024-2030
Burgemeester is Frans Van Looveren (nu.2960). Hij leidt een coalitie bestaande uit nu.2960 (een kartellijst van CD&V, Open Vld, Vooruit en onafhankelijken) en Vlaams Belang, die samen een meerderheid vormen met 21 op 31 zetels. Vanwege het doorbreken van het cordon sanitaire tegen het VB dienden de gemeenteraadsleden met CD&V-, Open Vld- en Vooruit-etiket hun lidkaarten in te leveren.

#### Resultaten gemeenteraadsverkiezingen sinds 1976
| Partij of kartel     | Partij of kartel                     | 10-10-1976 | 10-10-1976 | 10-10-1982 | 10-10-1982 | 9-10-1988 | 9-10-1988 | 09-10-1994 | 09-10-1994 | 08-10-2000 | 08-10-2000 | 08-10-2006 | 08-10-2006 | 14-10-2012 | 14-10-2012 | 14-10-2018 | 14-10-2018 | 13-10-2024 | 13-10-2024 |
| Stemmen / Zetels     | Stemmen / Zetels                     | %          | 23         | %          | 25         | %         | 25        | %          | 27         | %          | 27         | %          | 29         | %          | 29         | %          | 29         | %          | 31         |
| -------------------- | ------------------------------------ | ---------- | ---------- | ---------- | ---------- | --------- | --------- | ---------- | ---------- | ---------- | ---------- | ---------- | ---------- | ---------- | ---------- | ---------- | ---------- | ---------- | ---------- |
|                      | VU1/ VU&ID2/ CD&V+N-VAA/ N-VA3       | 8,081      | 1          | 6,821      | 1          | 4,091     | 0         | 2,631      | 0          | 3,842      | 0          | 27,02A     | 9          | 31,763     | 11         | 32,93      | 11         | 30,53      | 10         |
|                      | CVP1/ CD&V+N-VAA/ CD&V-CDBC/ nu2960D | 48,051     | 14         | 38,801     | 12         | 27,661    | 8         | 15,521     | 5          | 12,751     | 3          | 27,02A     | 9          | 32,83C     | 11         | 27,9C      | 10         | 44,0D      | 15         |
|                      | CDVBLB/ CDB1/ CD&V-CDBC              | -          |            | -          |            | 36,49B    | 11        | 21,891     | 8          | 33,461     | 11         | 17,051     | 5          | 32,83C     | 11         | 27,9C      | 10         | 44,0D      | 15         |
|                      | PVV1/ VLD2/ Open Vld3 / nu2960D      | 6,701      | 1          | 8,491      | 1          | 10,241    | 2         | 12,442     | 4          | 16,62      | 5          | 12,992     | 4          | 9,773      | 2          | 8,43       | 2          | 44,0D      | 15         |
|                      | SP1/ sp.a2/ nu2960D                  | 11,311     | 2          | 10,361     | 2          | 12,851    | 3         | 10,221     | 3          | 6,631      | 1          | 8,222      | 2          | 6,082      | 1          | 3,82       | 0          | 44,0D      | 15         |
|                      | Agalev1/ Groen!2/ Groen3             | -          |            | 4,931      | 0          | 8,671     | 1         | 10,831     | 3          | 8,371      | 2          | 4,712      | 0          | 5,143      | 1          | 6,83       | 1          | -          |            |
|                      | Vlaams Blok1/ Vlaams Belang2         | -          |            | -          |            | -         |           | -          |            | 18,341     | 5          | 23,472     | 8          | 10,232     | 3          | 14,62      | 4          | 21,02      | 6          |
|                      | Oprecht Brecht                       | -          |            | -          |            | -         |           | -          |            | -          |            | -          |            | -          |            | 5,7        | 1          | -          |            |
|                      | H-eerlijk Brecht                     | -          |            | -          |            | -         |           | -          |            | -          |            | 6,53       | 1          | 4,19       | 0          | -          |            | -          |            |
|                      | Volksbelang1/ CDVBLB                 | 22,241     | 5          | 30,601     | 9          | (*)B      |           | 10,041     | 3          | -          |            | -          |            | -          |            | -          |            | -          |            |
|                      | Brecht Anders                        | -          |            | -          |            | -         |           | 6,05       | 1          | -          |            | -          |            | -          |            | -          |            | -          |            |
| Anderen(*)           | Anderen(*)                           | 3,62       | 0          | -          |            | -         |           | 10,38      | 0          | -          |            | -          |            | -          |            | -          |            | 4,5        | 0          |
| Totaal stemmen       | Totaal stemmen                       | 9719       | 9719       | 11345      | 11345      | 13289     | 13289     | 15324      | 15324      | 17147      | 17147      | 18521      | 18521      | 19410      | 19410      | 20510      | 20510      | 13548      | 13548      |
| Opkomst %            | Opkomst %                            |            |            |            |            | 94,95     | 94,95     | 91,21      | 91,21      | 92,7       | 92,7       | 93,31      | 93,31      | 90,43      | 90,43      | 91,1       | 91,1       | 58,1       | 58,1       |
| Blanco en ongeldig % | Blanco en ongeldig %                 | 2,95       | 2,95       | 4,28       | 4,28       | 5,8       | 5,8       | 7,6        | 7,6        | 4,04       | 4,04       | 3,76       | 3,76       | 2,63       | 2,63       | 3,3        | 3,3        | 0,7        | 0,7        |

De rode cijfers naast de gegevens duiden aan onder welke naam de partijen telkens bij een verkiezing opkwamen.

De zetels van de gevormde meerderheid staan vetjes afgedrukt

(*) 1976: Welzijn (2,63%), AMADA (0,99%) / 1994: GBSE (4,44%), BELANG (2,95%), WOW (2,06%), AOV (0,93%) / 2024: Democraten Brecht (4,5%)

## Mobiliteit

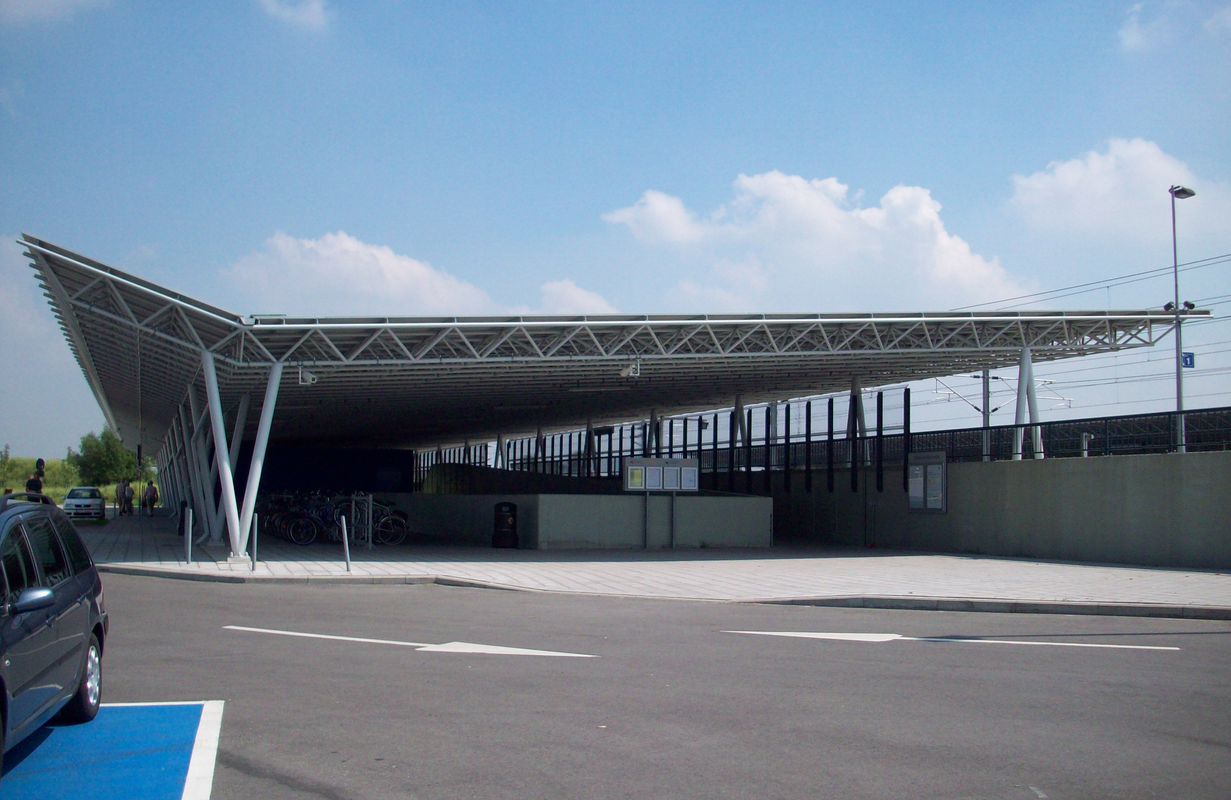
Station Noorderkempen

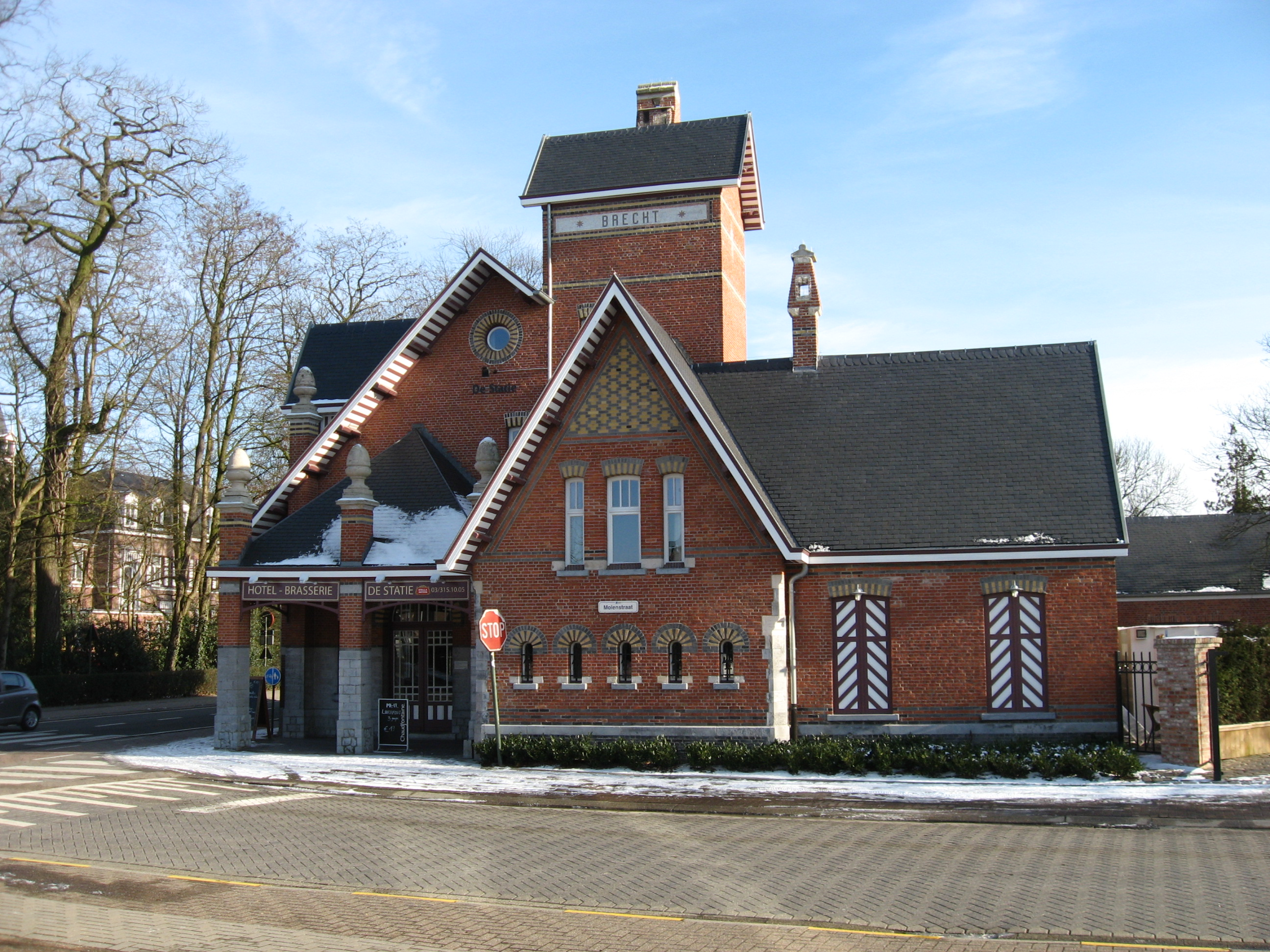
Voormalig buurtspoorwegstation

### Openbaar vervoer

#### Trein- en busstation
Langsheen hogesnelheidslijn 4 is in Brecht het station Noorderkempen gelegen, dat tevens dienstdoet als een regionaal knooppunt voor busvervoer. Treinreizigers kunnen in Brecht reizen richting Antwerpen en Breda met directe treinen naar Brussel en Amsterdam.
Voor voetgangers en fietsers zijn het trein- en busstation bereikbaar via de zuidzijde (Koetunnel).

#### Buurtspoorwegen
Vroeger was Brecht ver afgelegen van de spoorwegen. Het gebied werd voor het eerst ontsloten door de buurtspoorwegen in 1896 door een antennelijn van de buurtspoorlijn Antwerpen - Wuustwezel. De antennelijn van Maria-ter-Heide naar Brecht werd geëxploiteerd door de pachter AMDB (Antwerpse Maatschappij voor den Dienst van Buurtspoorwegen). In 1907 werd de lijn verlengd naar Oostmalle en daarna verder naar Herentals en Westerlo. In 1912 kwam daar vanaf Sint-Lenaarts nog een verbinding naar Turnhout bij. Bij de verlenging naar het oosten werd ook een nieuw stationsgebouw gebouwd (1910) in art-nouveaustijl dat nu in gebruik is als restaurant. Tijdens de Tweede Wereldoorlog is de buurtspoorlijn beschadigd geraakt en werd daarna niet meer hersteld en in 1951 opgebroken. (De reizigersdienst werd opgeheven in 1946.)
Voordat de buurtspoorwegen kwamen was er al goederenvervoer mogelijk via het nabijgelegen kanaal dat volledig geopend is in 1875.

### Wegennet
De gemeente wordt van zuid naar noord doorsneden door de snelweg A1/E19 (de vroegere E10) tussen Antwerpen en het Nederlandse Breda. In 1969 begonnen deze werken, die afgerond werden in 1972. Brecht heeft twee op- en afrittencomplexen, in Sint-Job-in-'t-Goor en Brecht-centrum.

## Bekende Brechtenaars

### Geboren
- Gabriel Mudaeus (1500–1560), humanist, jurist en professor[13]
- Jan van der Noot (1539–1595), humanist en dichter[13]
- Leonardus Lessius (1553–1623), jezuïet[13]
- Jean-François Keysers (1812–1892), politicus en notaris
- Henri Van Ostaeyen (1890–1944), politicus en advocaat
- Walter Van Beirendonck (1957), modeontwerper
- Daniëlla Somers (1964), bokster
- Davy Brocatus (1972), danser en politicus.
- Ruth Becquart (1976), actrice
- William De Smet (1995), zeiler

### Woonachtig
Bekende personen die woonachtig zijn of waren in Brecht of een andere significante band met de gemeente hebben:
- Joannes Custos, humanist[13]
- Jacques Van Puyfelick (1802–1869), politicus en arts
- Adrianus Broomans (1824–1900), politicus
- Thomas Van der Veken (1843–1895), politicus en rechter
- Ghislain Van Olmen (1856–1920), politicus, rechter en notaris
- Lodewijk Fransen (1896–1956), politicus en arts
- Gerard Laureyssens (1923–1996), politicus
- Jules De Cremer (1927–2010), politicus
- Adriaan Bevers, politicus
- Jos Janssens, politicus en ondernemer
- Linda Van Tulden (1952), regisseur en scenariste
- Dirk Van Tichelt (1984), judoka
- Lenty Frans (1994), Miss België 2016
- Sander Coopman (1995), voetballer
- Niels Vandeputte (2000), wielrenner

## Nabijgelegen kernen
Sint-Lenaarts, Sint-Job-in-'t-Goor, Wuustwezel

## Trivia
- Brechtenaren verbraken in april 2023 het wereldrecord papieren visjes vouwen. Er werden 85.923 origamivisjes geplooid.[14]